# Préludes de danses
Préludes de danses (en polonais : Preludia taneczne) pour clarinette et piano est une œuvre de Witold Lutosławski. Il a commencé à travailler sur une version de la pièce pour clarinette et piano en 1954 et l'a achevée le 21 décembre 1954. Elle a été composée à la demande de la Société nationale polonaise d'édition musicale, qui avait commandé une pièce pour la formation des clarinettistes. Très vite, le compositeur réalise également une version pour clarinette et orchestre de chambre (achevée le 5 septembre 1955). Plus tard encore, une version pour clarinette et orchestre a été écrite. Les Préludes de danses sont à l'origine une œuvre de concert. Le morceau est assez accessible pour de la musique datant de 1954/1955, probablement encore le reflet de l'interdiction imposée par les autorités polonaises à ce qu'elles considéraient comme de la musique contemporaine aux sonorités trop modernes.   
Le propre avis du compositeur sur l'œuvre est le suivant : « Ma dernière œuvre basée sur le folklore et un temps incertain ».
La pièce est publiée chez Chester Music.

## Analyse
La pièce est constituée de cinq parties de trois minutes maximum :
- I. Allegro molto
- II. Andantino
- III. Allegro giocoso
- IV. Andante
- V. Allegro molto

Le compositeur s'est inspiré de chansons folkloriques du nord de la Pologne d'une grande variété de thème, tout en faisant preuve d'une réelle personnalité. Les mouvements sont de forme musique tonale.

## Représentations
Les premières de l'œuvre sont les suivantes :
- 15 février 1955 : Ludwik Kurkiewicz (clarinette) et Sergiusz Nadgryzowski (piano) jouent cette pièce à Varsovie[1].
- 10 novembre 1959 : un nonette tchèque, le Czech nonet, joue une version à Louny (composition 1 flûte, 1 hautbois, 1 clarinette, 1 basson, 1 cor, 1 violon, 1 alto, 1 violoncelle, 1 contrebasse)[2].
- Le 27 juin 1963, Gervase de Peyer joue la version pour orchestre de chambre au festival Aldeburgh ; Benjamin Britten dirige alors l'English Chamber Orchestra (composition : clarinette, harpe, piano, percussion et cordes). Elle a ensuite remplacé une œuvre de Britten lui-même. Elle a cependant déjà été entendue en 1955 lors d'une émission de radio.
- 24 février 1991 : La pièce a été présentée pour la première fois sous forme de ballet ; Miriam Mahdaviani crée une chorégraphie pour le New York City Ballet pour une représentation au Lincoln Center[3].

## Enregistrements
Il existe de nombreux enregistrements de la pièce dans les différentes versions en duo et en formation orchestrale.